# 太平鄉 (鄰水縣)
太平鄉，是中華人民共和國四川省鄰水縣曾经下辖的一个乡，存在於1953年-1956年。

## 沿革[1]
1953年9月4日，第一區(城北區)公所決定從觀音鄉划出5個村，增建太平鄉人民政府。1956年1月16日，太平鄉併入觀音鄉，太平鄉人民政府撤銷。